# Herbert Kober (Unternehmer)
Herbert Kober (* 1933) ist ein deutscher Unternehmer.
Zusammen mit zwei Brüdern baute er den väterlichen Betrieb in Kötz, Landkreis Günzburg, zu dem weltweit agierenden Unternehmen AL-KO Kober mit den Bereichen Fahrzeug-, Geräte- und Lufttechnik aus.

## Leben
Kober kam 1947 zu seinem Vater in die Lehre zum Maschinenbauer; er war der sechste Mitarbeiter des Betriebes von Alois Kober (1908–1996). Dieser hatte sich 1931 als 23-jähriger Schlosser selbstständig gemacht und einen Betrieb in Großkötz gegründet. Der Ausgangspunkt für die Entstehung der AL-KO Bremsen bildete 1952 ein Autounfall von Alois und Herbert Kober. 1953 war der Betrieb  auf 30 Mitarbeiter angewachsen. 1958 übernahm Herbert Kober die kaufmännische Leitung des Betriebes, Bruder Kurt übernahm die Leitung der technischen Abteilung, der jüngere Bruder Willy war nun in der Arbeitsvorbereitung tätig. Im selben Jahr wurde die erste Tochterfirma gegründet, das Unternehmen beschäftigte 150 Mitarbeiter.
In den folgenden Jahrzehnten wurden weitere Tochterfirmen gegründet. 1959 erfolgte die Umwandlung der Einzelfirma in eine KG, die zum 1. Januar 1987 in die AL-KO Kober AG überführt wurde. Als Vorstände wurden Herbert, Kurt und Willy Kober bestellt. Herbert Kober war bis 1999 Vorstandsvorsitzender und wechselte dann in den Aufsichtsrat, dem er bis Anfang Juli 2013 vorstand. 2016 ist die AL-KO Kober AG in Kötz eine international tätige, familiengeführte Unternehmensgruppe mit rund 4.000 Mitarbeitern an 45 Standorten weltweit.
Herbert Kober war von 1994 bis 1998 Vizepräsident der Industrie- und Handelskammer Schwaben sowie von 1987 bis 1998 Mitglied der IHK-Vollversammlung. Er gehörte dem Diözesanrat der Katholiken der Diözese Augsburg an.

## Soziales Engagement
Kober unterstützte straffällige oder drogenabhängige Jugendliche bei der sozialen Eingliederung, mit persönlicher Betreuung und mit der Bereitstellung eines Arbeits- oder Ausbildungsplatzes in seinem Unternehmen. Besondere Verdienste hat sich Herbert Kober durch die von ihm und seiner Ehefrau Zäzilia, genannt Cilly (* 2. Mai 1935) gegründete „Cilly und Herbert Kober Stiftung“ zur Förderung der Völkerverständigung, der Kultur und Bildung sowie des Heimatgedankens erworben. Das Ehepaar gründete außerdem die „Cilly und Herbert Kober Kindergartenstiftung“ zur Förderung der Erziehung und Bildung von Kindern.

## Ehrungen
- 1993: Bundesverdienstkreuz am Bande
- 2010: Bundesverdienstkreuz 1. Klasse[7]
- Großes silbernes Ehrenzeichen der Republik Österreich
- Staatsmedaille für besondere Verdienste um die bayerische Wirtschaft
- Ehrenbürger der Marktgemeinde Obdach (Gemeinde) in der Steiermark, Österreich
- 2014: Bayerische Verfassungsmedaille in Silber
- 2016: Bayerischer Verdienstorden (gleichzeitig wurde auch seiner Frau Cilly diese Auszeichnung verliehen)